# Josefstadt
Josefstadt () è l'ottavo distretto di Vienna, in Austria ed è anche il più piccolo per superficie.
È sede di un carcere che già dalla metà del XIX ospitò patrioti italiani condannati dopo i processi di Mantova. 

## Politica

### Presidenza del distretto
| Presidenti dal 1945       | Presidenti dal 1945 |
| ------------------------- | ------------------- |
| Egon Schiska (KPÖ)        | 4/1945-7/1945       |
| Gustav Lorant (ÖVP)       | 7/1945-11/1945      |
| Richard Honetz (ÖVP)      | 1945-1946           |
| Hans Preyer(ÖVP)          | 1946-1950           |
| Alexander Riedl (ÖVP)     | 1950-1954           |
| Franz Bartl (ÖVP)         | 1954-1959           |
| Marie Franc (ÖVP)         | 1959-1964           |
| Walter Kasparek (ÖVP)     | 1964-1980           |
| Ludwig Zerzan (ÖVP)       | 1990-1994           |
| Franz Neubauer (ÖVP)      | 1994-1998           |
| Margit Kostal (ÖVP)       | 1998-2005           |
| Heribert Rahdjian (Verdi) | 2005-               |

## Da visitare
- Theater in der Josefstadt, un tradizionale teatro cittadino
- Vienna's English Theatre, unico teatro inglese di Vienna
- Basilica Maria Treu, chiesa barocca officiata dai Padri scolopi (Piaristenkirche); ha la dignità di basilica minore
- Museum für Volkskunde (Museo di cultura popolare), nel Palais Schönborn
- Palais Auersperg
- Casa Zur heiligen Dreifaltigkeit (oggi Alte Backstube), classico esempio di architettura periferica barocca
- Palais Strozzi (oggi sede del Ministero delle finanze)